# Bernabé Ferreyra
Bernabé Ferreyra (Rufino, 12 de febrer de 1909 - 22 de maig de 1972) fou un futbolista argentí dels anys 20 i 30.
Fou un dels primers jugadors professionals del futbol argentí. El seu primer club fou CA Tigre, on jugà entre 1927 i 1932, a l'època del futbol amateur. El 1931 fou cedit al Vélez Sársfield per disputar una gira panamericana. Marca 38 gols amb el club durant la gira.
El 1932 fou traspassat a River Plate per la xifra rècord a l'època. Aquest traspàs no fou superat fins al cap de 20 anys. A River guanyà tres lligues els anys 1932, 1936 i 1937. A més fou el màxim golejador del campionat de 1932 amb 43 gols, essent a més el màxim golejador de Sud-amèrica.
Juntament amb Valeriano López i Arthur Friedenreich, és l'únic futbolista professional sud-americà amb una mitjana de més d'un gol per partit. Marcà un total de 206 gols en 197 partits des del començament el professionalisme l'any 1931 fins a la seva retirada el 1939.
Disputà quatre partits amb la selecció argentina.
Fou conegut com el Morter de Rufino i La Fiera (la fera).